# Kiasma

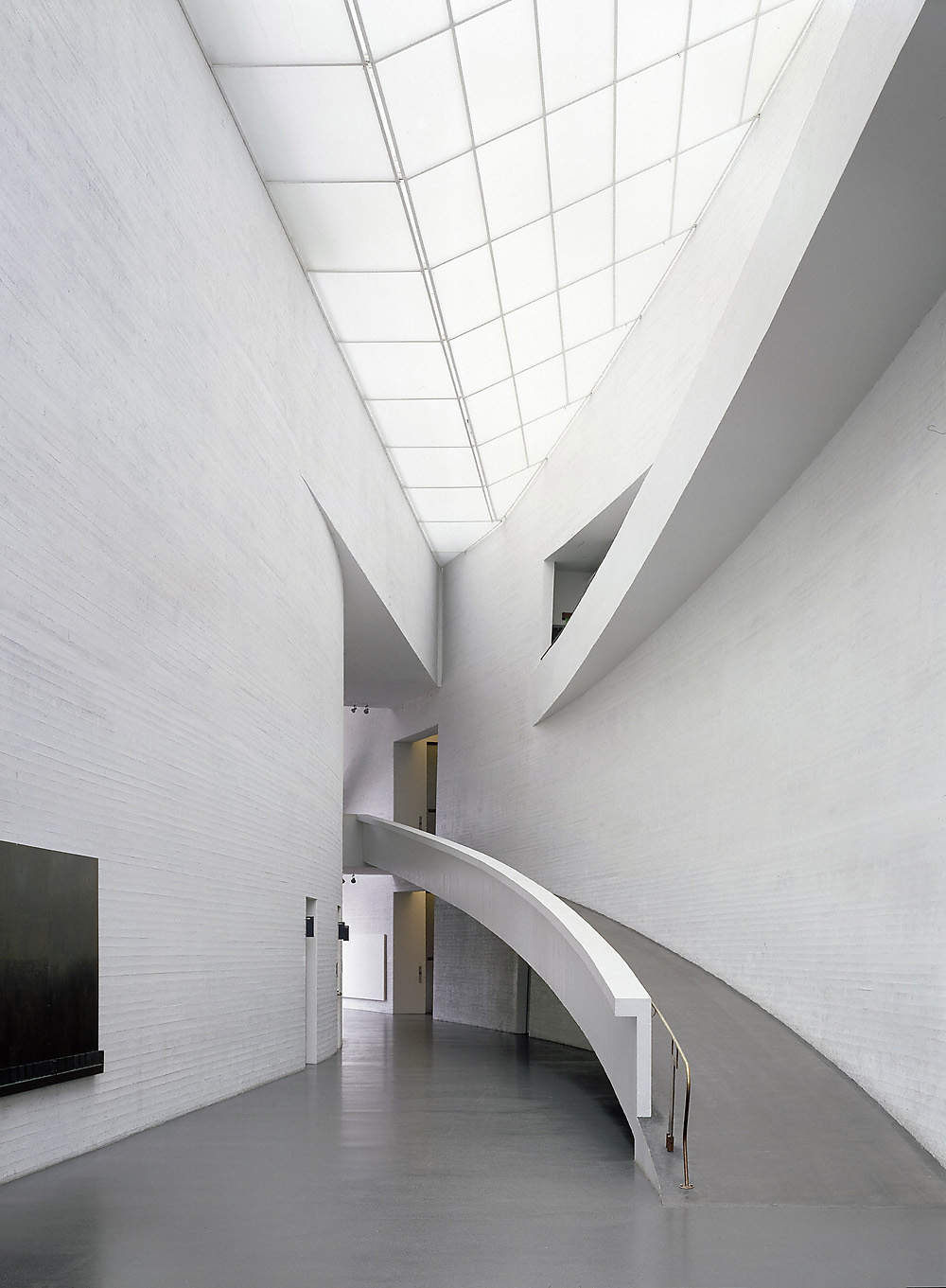
Interiör.

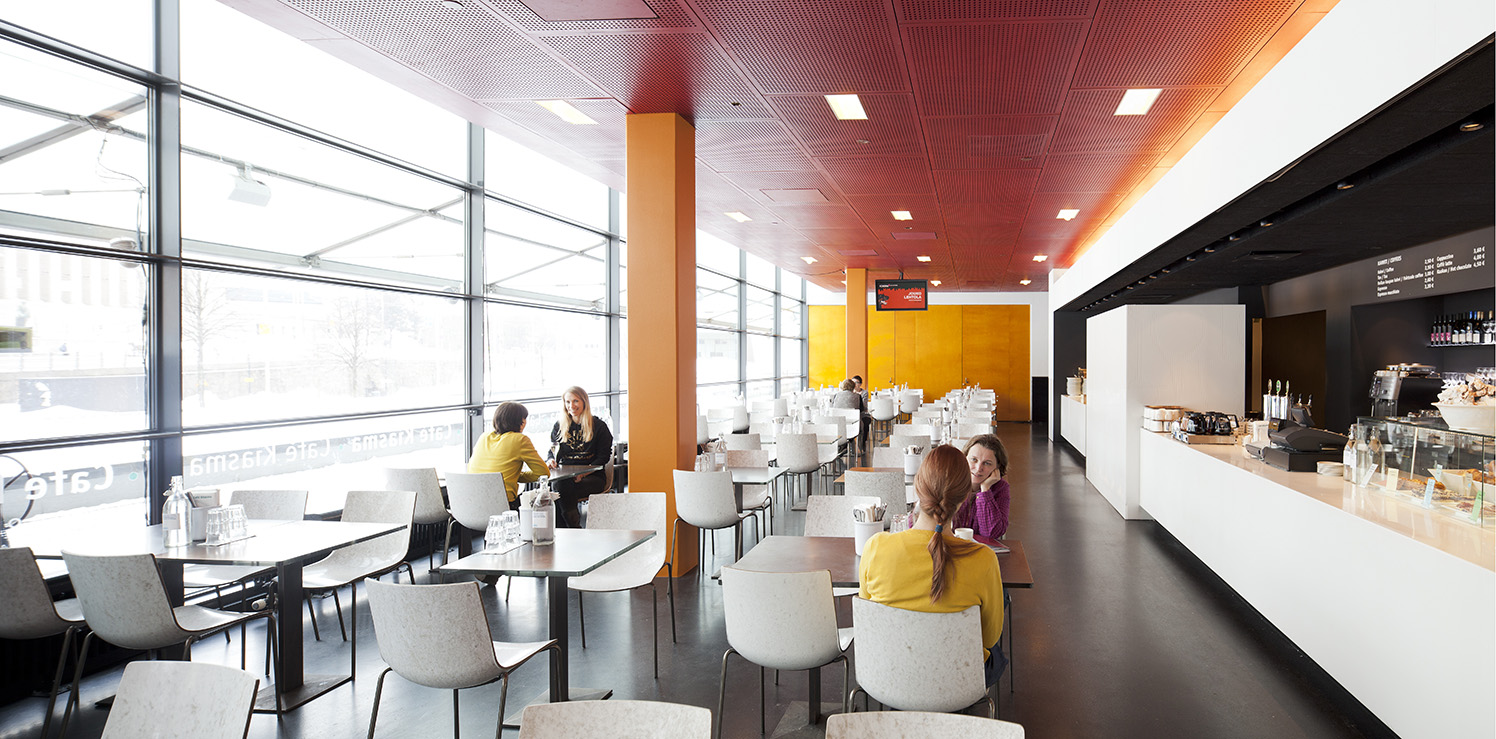
Café Kiasma.

Kiasma är ett finländskt statligt museum för samtidskonst i Helsingfors, som ingår i Finlands Nationalgalleri tillsammans med Ateneum och Konstmuseet Sinebrychoff.
Kiasma uppfördes 1996–1998 vid Mannerheimvägen och är ritat av Steven Holl. Byggnaden är gjord i vitmålad betong och tanken bakom arkitekturen är att den ska tala ljusets språk. Byggnaden har fått sitt namn av den grekiska bokstaven chi och ordet för "korsning" vilket baserar sig på Steven Holls koncept, där han arbetar mycket med att planera ytor och former utifrån det naturliga ljuset.

## Historik
En arkitekttävling för att bygga ett museum för nutidskonst i Helsingfors arrangerades år 1992. Tävlingen var menad för nordiska och baltiska arkitekter, men också fem internationellt kända arkitekter deltog. Av 516 deltagare vann Steven Holl tävlingen med "Chiasma".  
Byggandet föregicks av många kontroverser. Att en amerikansk arkitekt skulle rita en finsk statlig byggnad stack i många finska arkitekters ögon. Också byggnadens plats intill marskalk Gustaf Mannerheims staty var orsak till en hätsk offentlig debatt. Många i Helsingfors ansåg att den nya byggnaden vid nationalhjältens staty inte var passande. Kritikerna fick stöd för sin kritik mot byggnaden, då det visade sig att takkonstruktionen inte fungerade i det finländska klimatet och det läckte in vatten i fogarna. 20 000 namn samlades in på en protestlista mot byggnaden. Kritiken har mildrats med åren efter det att andra byggnader i modernistisk stil har byggts nära Kiasma. 

## Samling
Kiasmas samling består av cirka 8 000 verk och växer med omkring 100 verk per år. Samlingen består till stor del av samtidskonst från Finland och närliggande länder. Stommen av Kiasmas samling är Statens konstmuseums samling av konstverk från 1960 och framåt. I samlingen finns verk av bland andra finländska samtidskonstnärer som Paavo Kauramäki och Eija-Liisa Ahtila. I samlingen ingår även verk av internationellt kända konstnärer som exempelvis Marina Abramovic.

## Chefer
- Tuula Arkio 1990–2001
- Tuula Karjalainen 2001–2006
- Berndt Arell 2007–2010
- Pirkko Siitari 2010–2015
- Leevi Haapala 2015-